# احمد شامبیه
احمد شامبیه (انگلیسی: Ahmed Shambih؛ زادهٔ ۲۰ دسامبر ۱۹۹۳) یک بازیکن فوتبال است.
وی همچنین در تیم ملی فوتبال United Arab Emirates بازی کرده است.